# ELECTRIZE
ELECTRIZE（일렉트라이즈）는 move의 첫 번째 VHS 작품이다.

## 개요
- 특별한 형상의 세트 내에서 촬영되었다.

## 수록곡
1. ROCK IT DOWN
2. around the world
3. over drive
4. Rage your dream